# 卡斯特卢乔-代绍里
卡斯特卢乔-代绍里（義大利語：Castelluccio dei Sauri），是意大利福贾省的一个市镇。总面积51.31平方公里，人口2114人，人口密度41.2人/平方公里（2009年）。ISTAT代码为071015。